# Oktober (single)
Oktober is een single van de Zeeuwse band BLØF. De single werd uitgebracht op 19 oktober 2008. Het is de eerste single van hun gelijknamige, 8e studioalbum.
Het nummer haalde de 7e positie in de Nederlandse Top 40 en de 1e positie in de Nederlandse Single Top 100.
De B-kant Vaarwel lieveling is een cover van de Belgische band Gorki.

## Tracklist
Cd-single
1. "Oktober" (P. Slager, BLØF) – 3:27
2. "Vaarwel lieveling" (E. van Biesen, L. De Vos, L. Heyvearts, S. Van Havere) – 4:16

## Hitnoteringen

### Nederlandse Top 40
| Hitnotering: 20-09-2008 t/m 29-11-2008 | Hitnotering: 20-09-2008 t/m 29-11-2008 | Hitnotering: 20-09-2008 t/m 29-11-2008 | Hitnotering: 20-09-2008 t/m 29-11-2008 | Hitnotering: 20-09-2008 t/m 29-11-2008 | Hitnotering: 20-09-2008 t/m 29-11-2008 | Hitnotering: 20-09-2008 t/m 29-11-2008 | Hitnotering: 20-09-2008 t/m 29-11-2008 | Hitnotering: 20-09-2008 t/m 29-11-2008 | Hitnotering: 20-09-2008 t/m 29-11-2008 | Hitnotering: 20-09-2008 t/m 29-11-2008 | Hitnotering: 20-09-2008 t/m 29-11-2008 | Hitnotering: 20-09-2008 t/m 29-11-2008 |
| Week                                   | 1                                      | 2                                      | 3                                      | 4                                      | 5                                      | 6                                      | 7                                      | 8                                      | 9                                      | 10                                     | 11                                     |                                        |
| -------------------------------------- | -------------------------------------- | -------------------------------------- | -------------------------------------- | -------------------------------------- | -------------------------------------- | -------------------------------------- | -------------------------------------- | -------------------------------------- | -------------------------------------- | -------------------------------------- | -------------------------------------- | -------------------------------------- |
| Nummer                                 | 32                                     | 20                                     | 8                                      | 7                                      | 9                                      | 12                                     | 14                                     | 16                                     | 19                                     | 21                                     | 37                                     | uit                                    |

### Nederlandse Single Top 100
| Nummer | 1 | 12 | 8 | 22 | 28 | 34 | 55 | 76 | 93 | uit |

### NPO Radio 2 Top 2000
Oktober stond alleen in 2009 in de NPO Radio 2 Top 2000, op plek 1394.